# ハリコフ合意

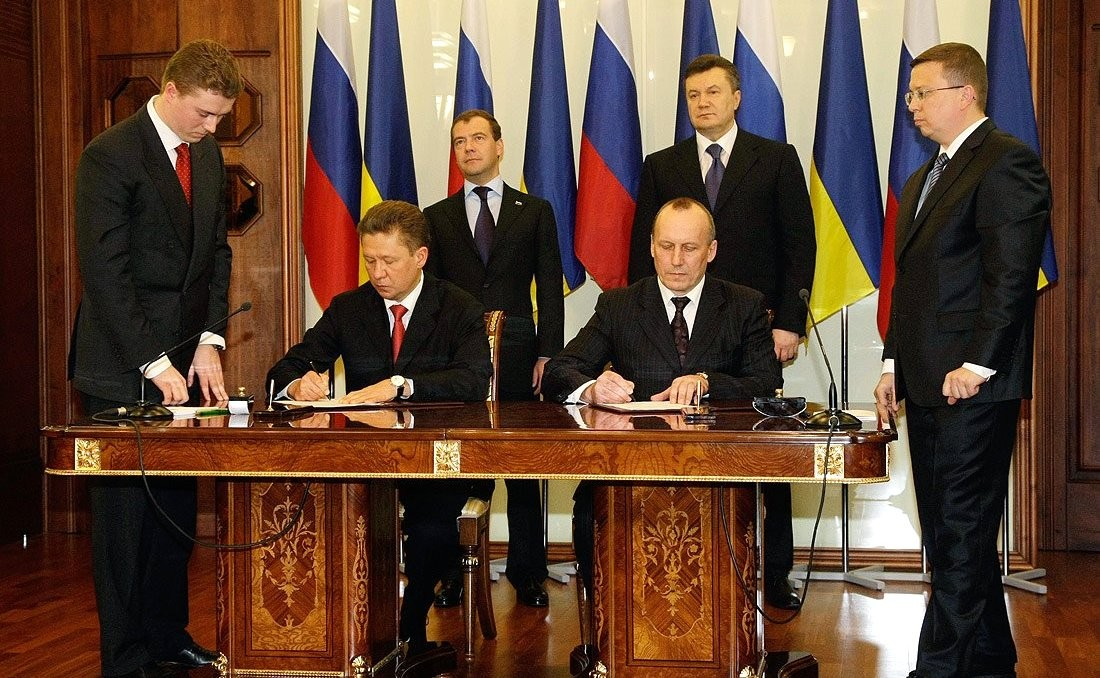
2010年4月21日、ハリコフ会談で合意された協定に署名するアレクセイ・ミラーとイェウヘン・バクリン。

ハリコフ合意（ハリコフごうい）として広く知られるウクライナ領上ロシア連邦黒海艦隊の駐留問題に関する条約とは、ロシア-ウクライナ間で結ばれた条約であり、これによりクリミアにおいてロシアが海軍基地を借用する期限が2017年から2042年に延長された。さらにロシアにはウクライナへの天然ガス供給価格を複数年にわたり割り引く契約を結ぶかわりに5年間の延長がおこなわれる更新選択権も付与された。この協定はロシアのドミートリー・メドヴェージェフ大統領とウクライナのヴィクトル・ヤヌコーヴィチ大統領が2010年4月21日にハリコフで署名をおこない、同年4月27日には両国の議会で承認を受けたが、特にウクライナではたいへんな論争を呼んだ。この条約は1997年に両国の間で結ばれた「黒海艦隊の地位及び駐留条件に関する分割協定」の延長でもあった。クリミアがロシア連邦に加入した直後の2014年3月31日、ロシアは一方的に協定を打ち切った。

## 歴史
1997年、ロシアとウクライナは分割協定（en）を結び、黒海の軍備と基地は分離されて両国の独立した艦隊が創設された。セヴァストーポリにおいて新たに建設された基地の大部分を2017年までロシア黒海艦隊が借用することにも合意がおこなわれたが、ヴィクトル・ユシチェンコ大統領時代のウクライナ政府は、この期限は延長されないこと、2017年以降は黒海艦隊はセヴァストーポリを退去せねばならないことを宣言した。
ヨーロッパ諸国への天然ガスの供給停止などロシア-ウクライナ間で天然ガスに関して複数の議論が持ち上がるなか、ウクライナがロシアへ支払わねばならない天然ガスの代金は2006年、2009年と値上がりしていた。

## 交渉
ウクライナのミコラ・アザロフ首相とのユーリー・ボイコ（エネルギー相）は、2010年3月後半、ガス価格の引き下げ交渉をモスクワで行った。だがその見返りとしてウクライナ側が何を用意しているのかについては明言されなかった。こうした対話を経て、ロシアの首相ウラジーミル・プーチンは、ウクライナへの天然ガス売却価格を改定する議論に参加する準備があると発言した。同年4月半ばには、ウクライナが2010年度は1,000立法メーター当たり240ドルから260ドルの平均価格を要求しているというウクライナ政府筋の談話が報じられた。しかしウクライナは2010年の第一四半期に平均して305ドルを支払い、第二四半期には330ドルを支払った。
2010年4月21日、ロシアのメドベージェフ大統領とウクライナのヤヌコーヴィチ大統領は、ロシアがウクライナへの天然ガス売却価格を30%引き下げる協定に署名を行った。ロシアがこれに同意したのは、その対価としてセヴァストーポリにおけるウクライナ側の黒海港湾の主要基地を借用できる期間の延長にウクライナが同意したからだった。これにより、2042年まで25年間の延長が決まり（2047年まで）さらに5年間の延長をおこなう更新選択権がロシアに与えられた。この合意により、価格上昇には一定程度の歯止めがかかることになった。しかし、2009年に締結されたガスの供給契約に存在したウクライナにとっては好ましくない条件の一部はそのままだった。
「我々はまさに前代未聞の合意に達したのだ。〔海軍基地の〕使用料は、〔ガス価格を〕値引いた分だけ上昇するのだから」（ドミートリー・メドヴェージェフ）

## 承認と投票
この合意内容はロシアでもウクライナでも議会の賛同を得る必要があったが、両国の議会は、2010年の4月27日にハリコフ協定を承認した。ウクライナ議会では、演説するヴォロディミル・リトヴィンに議員が卵を投げつけるなどの事件が起こったが、結局は承認された。

### 投票
10時40分、議員の多くが立ち上がるなか、投票結果を示すスクリーン上には236という数字が映し出されていた。投票中、地域党議員の半数は演壇を守るため席を離れていた。160名が承認に賛成した地域党にはリナト・アフメトフのように議会に出席していない議員もいた。対立政党からも、ティモシェンコ連合の9名、「我らのウクライナ」の7名など賛成票が投じられた。ウクライナ共産党とリトヴィン連合は全員がハリコフ合意に賛成した。無所属の議員で賛成しなかったのはタラス・チョルノヴィル、オレクサンドル・フォミン、イゴール・リバコフだけだった。
投票結果
| 党派                             | 議員数 | 賛成 | 反対 | 棄権 | 投票せず | 欠席 |
| -------------------------------- | ------ | ---- | ---- | ---- | -------- | ---- |
| 地域党                           | 161    | 160  | 0    | 0    | 1        | 0    |
| ティモシェンコ連合               | 154    | 9    | 0    | 0    | 0        | 145  |
| われらのウクライナ・人民自衛連合 | 72     | 7    | 0    | 0    | 0        | 65   |
| ウクライナ共産党                 | 27     | 27   | 0    | 0    | 0        | 0    |
| リトヴィン連合                   | 20     | 20   | 0    | 0    | 0        | 0    |
| 無所属                           | 16     | 13   | 0    | 0    | 1        | 2    |
| 合計                             | 450    | 236  | 0    | 0    | 2        | 212  |

## ロシアによる終了宣言
2014年のクリミア危機の最中でありクリミアがロシア連邦に編入されて一週間後の2014年3月28日、ロシアのプーチン大統領はロシア-ウクライナ間で結ばれた複数の協定がもはや法的効力を持たないものとする法案を国会に提出した。その対象には、2010年のハリコフ協定や黒海艦隊の地位及び駐留条件に関する分割協定も含まれていた。2014年3月31日、ロシア議会は433名の満場一致でこれら二国間の協定の終了宣言を可決した。

## 批判
タラス・クジオはこの協定を批判し、議会や国民間での議論を欠いたまま、三つの重要な委員会において（そのうち二つの委員会では反対派が多数を占めていた）反対投票が黙殺されたあげくに国会を強引に通過させられたと評した。クジオの議論によれば、この協定は恒久的な軍事基地を禁ずるウクライナ憲法に違反しており、憲法で求められている国家安全保障・国防会議での投票に先立つ議論もなかった。彼はまた、三党からなる220名の議員にしか支持されていないことをもって、この協定は違法である、とも述べている。さらに彼によれば、残る25人には反対派からの離脱を求めた脅迫や贈賄、圧迫がおこなわれており、ウクライナ国民の支持も、ロシアのガスが安く手に入るようになる条約だという「嘘のうえに成り立っている」ものである。事実、2010年7月に新たにIMFと結ばれた協定では、ウクライナは公共料金を2010年8月1日までに50パーセント引き上げ、2011年8月までにさらに50パーセント引き上げることを義務づけられていた。
ウクライナ元首相のティモシェンコによれば、ハリコフ合意は2017年以降に外国の軍事基地を抱えることを国に禁ずるウクライナ憲法に抵触するものである。しかし4月23日にはウクライナ憲法裁判所の長官が、裁判所にその合憲性を問うことができるのは大統領とその閣僚のみだという声明を発表した。「我らのウクライナ」はウクライナ憲法に違反したとしてヤヌコヴィチ大統領の弾劾を求めた。
ウクライナおよびロシア国内における反対派は、この合意内容をウクライナが履行するのかについて疑義を呈していた。しかしヤヌコヴィチによれば、IMFの要求通り国家の財政赤字を抑え、なおかつ年金制度や最低賃金を維持する唯一の方策は、より安価な天然ガスと引き換えにクリミアにおいてロシア海軍の借用期間を延長することであった。ウクライナの反対派は、この条約が「国益を手放す」ものだと批判した。
プーチン首相はロシアに求められた対価が法外なものであると述べ、「世界のどこにもそのような大金に値する軍事基地は存在しない。我々は対価に見合っただけの基地を建設するまでだ」と発言した。右派連合のリーダーであったボリス・ネムツォフも、ロシアが求めているのはグルジアとの戦争にそなえクリミアに黒海艦隊を駐留させることであり、一体その戦争に400億ドルの価値があるのかと問うた。

## 影響
2010年6月、ウクライナはガスプロムに1,000立方メートルあたりおよそ234ドルを支払った。しかし、ウクライナの消費者にとって同年同月の天然ガスの代金は世帯あたりの公共料金に換算して50パーセントも上昇していた（これはＩＭＦが150億ドルの融資をするにあたり要求した大きな条件のひとつだった）。以降も支払い額は上昇を続けた。2011年8月には、1,000立方メートルあたり350ドル、2011年11月には1,000立方メートルあたり400ドル、2013年1月には1,000立方メートルあたり430ドルに達した。
2011年8月、ウクライナのミコラ・アザロフ首相は、2016年までにロシアからの天然ガスの輸入を（2010年の）3分の2まで減らすことを模索していると発言した。